# جامعة فيكتوريا (كندا)
جامعة فيكتوريا هي جامعة عامة في كندا تأسست عام 1963. تقع في مدينة فكتوريا.

## إحصائيات
يبلغ عدد طلاب الجامعة 21,209 طالب، منهم 3,412 طالب دراسات عليا.

## وصلات خارجية
- الموقع الرسمي